# Borszów
Borszów (ukr. Боршів, Borsziw) – wieś na Ukrainie, w obwodzie lwowskim, w rejonie przemyślańskim.

## Położenie
Na podstawie Słownika geograficznego Królestwa Polskiego i innych krajów słowiańskich: Borszów to wieś w powiecie przemyślańskim, ćwierć mili na wschód od Przemyślan.

## Historia
Właścicielami wsi w XV-XVI wiekach byli Borszowscy herbu Korczak.
W 1921 wieś liczyła 296 zagród i 1722 mieszkańców, w tym 1322 Ukraińców, 342 Polaków i 58 Żydów. W 1931 zagród było 342 a mieszkańców 1981.  
W II Rzeczypospolitej wieś w powiecie przemyślańskim województwa tarnopolskiego. W 1940 r. co najmniej 14 osób Sowieci wywieźli na Syberię. W 1944 r. nacjonaliści ukraińscy z OUN-UPA zamordowali tutaj 7 Polaków i 2 Ukrainki.